# Хеттура
Хеттура (Кетура) (ивр. קְטוּרָה‎; греч. Χεττούρα; лат. Cetthurae) — последняя жена (Быт. 25:1) или наложница (1Пар. 1:32) Авраама, на которой тот женился после смерти Сарры. У Хеттуры было 6 сыновей. От одного из них произошёл народ мадианитян. Некоторые иудейские комментаторы отождествляют Хеттуру с Агарью.

## Сыновья Хеттуры
- Зимран[4], Иокшан[5][6], Медан[7][8], Мадиан[9], Ишбак[10][11], Шуах[12][13][14].